# Raven of the Inner Palace
Raven of the Inner Palace (jap. 後宮の烏 Kōkyū no karasu) – seria light novel napisana przez Kōko Shirakawę i zilustrowana przez Ayuko, publikowana nakładem wydawnictwa Shūeisha od kwietnia 2018 do kwietnia 2022 pod imprintem Shūeisha Orange Bunko. Na jej podstawie studio Bandai Namco Pictures wyprodukowało serial anime, który emitowano od października do grudnia 2022.

## Bohaterowie
- Liu Shouxue (jap. 柳 寿雪 Ryū Jusetsu)

Seiyū: Saku Mizuno 
- Xia Gaojun (jap. 夏 高峻 Ka Kōshun)

Seiyū: Masaaki Mizunaka 
- Wei Qing (jap. 衛青 Ei Sei)

Seiyū: Taku Yashiro 
- Jiu-jiu (jap. 九九)

Seiyū: Marika Kōno 
- Wen Ying (jap. 温螢 On Kei)

Seiyū: Nobunaga Shimazaki 
- Dan Hai (jap. 淡海 Tan Kai)

Seiyū: Nobuhiko Okamoto 
- Ishiha (jap. 衣斯哈)

Seiyū: Mana Hirata 
- Un Kajō (jap. 衣斯哈)

Seiyū: Reina Ueda 

## Light novel
Seria ukazywała się nakładem wydawnictwa Shūeisha pod imprintem Shūeisha Orange Bunko od 20 kwietnia 2018 do 21 kwietnia 2022. Łącznie wydano 7 tomów.
| Nr | Data wydania (język japoński) | ISBN (język japoński)  |
| -- | ----------------------------- | ---------------------- |
| 1  | 20 kwietnia 2018              | ISBN 978-4-08-680188-1 |
| 2  | 18 grudnia 2018               | ISBN 978-4-08-680225-3 |
| 3  | 21 sierpnia 2019              | ISBN 978-4-08-680267-3 |
| 4  | 17 kwietnia 2020              | ISBN 978-4-08-680314-4 |
| 5  | 18 grudnia 2020               | ISBN 978-4-08-680353-3 |
| 6  | 20 sierpnia 2021              | ISBN 978-4-08-680400-4 |
| 7  | 21 kwietnia 2022              | ISBN 978-4-08-680441-7 |

## Anime
Adaptację w formie anime zapowiedziano 14 grudnia 2021. Później potwierdzono, że będzie to seria telewizyjna wyprodukowana przez studio Bandai Namco Pictures i wyreżyserowana przez Chizuru Miyawaki. Scenariusz napisała Satomi Ōshima, postacie do animacji dostosował Shinji Takeuchi, muzykę zaś skomponowała Asami Tachibana. Serial był emitowany od 1 października do 24 grudnia 2022 w stacjach Tokyo MX, GYT, GTV, BS11 i KTV. Motywem otwierającym jest „Mysterious” w wykonaniu Queen Bee, a końcowym „Natsu no yuki” (jap. 夏の雪) autorstwa Krage. Prawa do streamingu anime nabył Crunchyroll.